# بولس يوسف مطر
بولس يوسف مطر هو الأسقف السابق لأبرشية بيروت الكاثوليكية المارونية التي يقع مقرّها في كاتدرائية القديس جاورجيوس في بيروت بلبنان، كما أنه مُستشار لكلية الحكمة وجامعة الحكمة في بيروت حيث أنّهما تقعان ضمن اختصاص أبرشية بيروت المارونية.

## حياته ومسيرته المهنية
وُلد بولس يوسف مطر في الأول من فبراير/شباط عام 1941 في بلدة ناعمة التابعة لقضاء الشوف بمحافظة جبل لبنان في لبنان، ونال رسامته الكهنوتية في 5 يونيو/حزيران عام 1965 عندما كان في الرابعة والعشرين من عمره. وفي 7 يونيو/حزيران عام 1991، عيّنه البابا يوحنا بولس الثاني بابا الفاتيكان أسقفًا مساعدًا على بطريركية أنطاكية المارونية. وفي 3 أغسطس/آب عام 1991 عُيّن بولس يوسف مطر أسقفًا فخريًا لأبرشية طرسوس المارونية بعدما رسّمه بطريرك أنطاكية الماروني نصر الله بطرس صفير، وكان شركاؤه في الرسامة هم رولان أبو جو الأسقف المُساعد لبطريركية أنطاكية المارونية، وبطرس الجميل أسقف قبرص. في 8 يونيو/حزيران عام 1996، عُيّن بولس يوسف مطر رئيسًا لأساقفة بيروت وكان عُمره آنذاك يناهز 55 عاماً.
شارك المطران بولس يوسف مطر بشكل رئيسي أيضًا في ترسيم عدد من المطارنة الموارنة، وكان من بينهم يوسف أنيس أبي عاد رئيس أساقفة حلب، وسمير نصار أسقف أبرشية دمشق الكاثوليكية المارونية، وادغار ماضي أسقف أبرشية سيدة لبنان في ساو باولو، وميشال عون أسقف أبرشية الجبيل المارونية الكاثوليكية، وموسى الحاج رئيس أساقفة أبرشية حيفا والأراضي المقدسة والنائب البطريركي في القدس وفلسطين و الأردن، وجورج شيحان أسقف ابرشية القاهرة المارونية، وبولس روحانا الأسقف المُساعد لأبرشية الجبة وصربا وجونية الكاثوليكية المارونية، ومارون العمار أسقف أبرشية صيدا الكاثوليكية المارونية، وجوزيف اميل معوض أسقف أبرشية زحلة الكاثوليكية المارونية، وانطوني طربيه أسقف أبرشية سانت مارون الكاثوليكية المارونية في سيدني، وبول عبد الساتر الأسقف الكوري لبطريركية أنطاقكية الكاثوليكية المارونية.